# Championnat d'Europe de patinage artistique 1922
Navigation
Édition précédente Édition suivante
Le championnat d'Europe de patinage artistique 1922 a lieu du 28 au 29 janvier 1922 à la patinoire extérieure de Davos en Suisse.
Après sept éditions annulées de 1915 à 1921 en raison de la Première Guerre mondiale, le championnat européen est organisé en Suisse.
Pour la première fois aux championnats européens, dix patineurs participent à la compétition masculine. 

## Podium
| Épreuves                      | Or          | Argent        | Bronze         |
| ----------------------------- | ----------- | ------------- | -------------- |
| Messieurs résultats détaillés | Willy Böckl | Fritz Kachler | Ernst Oppacher |

## Tableau des médailles
| Rang  | Nation   | Or | Argent | Bronze | Total |
| ----- | -------- | -- | ------ | ------ | ----- |
| 1     | Autriche | 1  | 1      | 1      | 3     |
| Total | Total    | 1  | 1      | 1      | 3     |

## Détails de la compétition Messieurs
| Rang | Nom               | Nation          | Places | Points | Fig. impo. | Prog. libre |
| ---- | ----------------- | --------------- | ------ | ------ | ---------- | ----------- |
| 1    | Willy Böckl       | Autriche        |        |        |            |             |
| 2    | Fritz Kachler     | Autriche        |        |        |            |             |
| 3    | Ernst Oppacher    | Autriche        |        |        |            |             |
| 4    | Werner Rittberger | Allemagne       |        |        |            |             |
| 5    | Martin Stixrud    | Norvège         |        |        |            |             |
| 6    | Sakari Ilmanen    | Finlande        |        |        |            |             |
| 7    | Gunnar Jakobsson  | Finlande        |        |        |            |             |
| 8    | Artur Vieregg     | Allemagne       |        |        |            |             |
| 9    | Georges Gautschi  | Suisse          |        |        |            |             |
| 10   | Wilhelm Czech     | Tchécoslovaquie |        |        |            |             |